# Les Llagunes
Les Llagunes és un indret del terme municipal de Talarn, al Pallars Jussà.
Està situat a occident de la vila de Talarn, just al nord de los Seixells i a la dreta de la llau dels Sabarissos i a migdia de l'ermita de Sant Sebastià.